# Осакский залив
Осакский залив (яп. 大阪湾 осака-ван) — залив на востоке Внутреннего Японского моря.

## География
Осакский залив принадлежит к внутренним заливам. На востоке он врезается полукругом в Осакскую равнину, на севере окружён горами Рокко, на юге — горами Идзуми, а на западе — островом Авадзи. На северо-востоке он соединён проливом Акаси с Харимским морем, а на юге — с Тихим океаном через пролив Кии.
Форма Осакского залива эллиптическая. Протяжённость с северо-востока на юго-запад составляет 60 км, а с северо-запада на юго-восток — 30 км. Площадь залива составляет 1447 км². Западное дно глубже восточного. Средняя глубина — 27 м или 30,4 м. Самое глубокое место находится в районе пролива Китан и достигает 197 м. Наибольшая скорость течения — 12 км/ч в районе пролива Акаси. Средняя разница между приливом и отливом составляет 69 см. Наивысшее поднятие воды было зафиксировано 21 сентября 1934 года во время тайфуна — 4,6 м. Эта высота является стандартом для защитных дамб в прибрежных районах.

## История
Осакский залив в прошлом назывался «заливом Тину», от японского названия дальневосточных морских карасей тину. Древние японцы любовались его белоснежными пляжами и сосновыми берегами, которые были воспеты во многих японских песнях. Самыми живописными считались местности Сума (яп. 須磨), Майко (яп. 舞子) и Хамадэра (яп. 浜寺). Однако с XX века большинство пейзажей были утрачены из-за рекультивации прибрежных зон для развития промышленности.
Другим названием Осакского залива было «залив Нанива», что в переводе означало «рыбный сад». В древности в заливе ловили в большом количестве пагров, камбалу, креветки, крабов, скорпен, осьминогов, судаков и другие виды, количество которых превышало две сотни. С XIX века количество улова рыбы и морепродуктов уменьшилось, однако он остаётся сравнительно большим и составляет 20 % от всего вылова во Внутреннем Японском море.
Ещё со времён палеолита Осакский залив был важным транспортным узлом на пути из Западной Японии в Восточную. Благодаря этому на его берегах возникло много портов, таких как Осака, Хёго, Сакаи, Кобе, Нисиномия, Амагасаки и другие. Самыми крупными из них являются Осака и Кобэ. В портовых зонах этих городов расположены промышленные предприятия и аэропорты. Наибольшим из аэропортов является Международный аэропорт Кансай, построенный на искусственном острове, насыпанном посреди залива близ города Осака.